# Henri Legrand du Saulle
Pour les articles homonymes, voir Henri Legrand (homonymie) et Legrand.
Henri Legrand du Saulle, né le 16 avril 1830 à Dijon et mort le 5 mai 1886 dans le 5e arrondissement de Paris, est un psychiatre français. 

## Biographie
Comme étudiant, il fut interne auprès de Bénédict Morel (1809-1873) à Saint-Yon puis assistant de Louis-Florentin Calmeil (1798-1895) à l'Hospice de Charenton. 
En 1856, il fut reçu docteur de la Faculté de médecine de Paris. Dès le début de sa carrière, il eut le souci d'établir un étroit rapprochement entre le Droit et la médecine mentale. Sa thèse inaugurale avait pour titre: De la monomanie incendiaire. Après avoir insisté sur l'importance pour les médecins d'une connaissance approfondie de la législation, et pour la justice d'un appel aux aliénistes, il ajoutait: "Je crois donc à toute l'utilité de la capacité spéciale des médecins dans les matières judiciaires, et je trouve que leur intervention dans les débats médico-légaux ne doit plus passer désormais pour une politesse des tribunaux, mais bien pour un droit justement acquis; leur rôle est d'ajouter aux lumières naturelles de la raison le tribut d'une connaissance intime et profonde du cœur humain, ainsi que la parfaite aptitude à discerner le fait de la passion et le domaine de la folie".
En 1867, il fut nommé médecin en titre à l'hôpital de Bicêtre au poste tenu par Prosper Lucas (1805-1885) et en 1879, il succéda à Louis Delasiauve (1804-1893) comme médecin-chef au service des épileptiques de la Salpêtrière. Il fut médecin attaché au Dépôt de la Préfecture de police, à partir de 1863, sous l'autorité de Charles Lasègue (1816-1883).
Il est connu pour ces études sur les troubles de la personnalité, particulièrement pour son œuvre pionnière concernant les phobies et les troubles obsessionnels-compulsifs. Il travailla aussi beaucoup dans le domaine de la psychologie légale et sur les aspects médico-judiciaires de la psychopathologie.
Henri Legrand du Saulle décéda le 5 mai 1886 à l'âge de 56 ans en son domicile 29 quai Saint-Michel à Paris où il vécut avec son épouse, née Vallot. Il fut inhumé au cimetière du Bois-Tardieu à Clamart.

## Ouvrages principaux
- La folie devant les tribunaux (1864) ;
- Prisbelönt av Institutet, Pronostic et traitement de l'épilepsie (1869) ;
- Le délire des persécutions (1871) ;
- La folie héréditaire (1873) ;
- Traité de médecine légale, de jurisprudence médicale et de toxicologie (1874) ;
- La folie du doute avec délire du toucher (1875) ;
- Étude médico-légale sur les épileptiques (1877) ;
- Étude clinique sur la peur des espaces (1878) ;
- Étude médico-légale sur l’interdiction des aliénés (1880) ;
- Les hystériques (1882).